# Siège-selle
 (mars 2015).
Pour les articles homonymes, voir siège et selle.
Un siège-selle est un siège ergonomique assis-debout ressemblant à une selle d'équitation. Grâce aux effets positifs sur le corps et le bien-être, les sièges-selle sont de plus en plus populaires chez les professionnels[évasif][réf. nécessaire].
Un des premiers sièges-selle est « Sella », dessiné par les frères Achille et Pier Giacomo Castiglioni et lancé sur le marché en 1957 par Zanotta (it). Sella était un tabouret formé d'une selle de vélo sur un tube fixé sur un socle en forme de demi-sphère. La même année, les frères Castiglioni dessinent le renommé tabouret Mezzadro à partir d’un siège de tracteur. Les premières entreprises dont les sièges ont été inspirés par l'équitation sont Bambach et Salli Systems. L'entreprise australienne Bambach Saddle Seat fabrique des sièges depuis 1988. Leader mondial de la fabrication de sièges-selle, l'entreprise finlandaise Salli Systems s'est lancée sur le marché en 1990,.

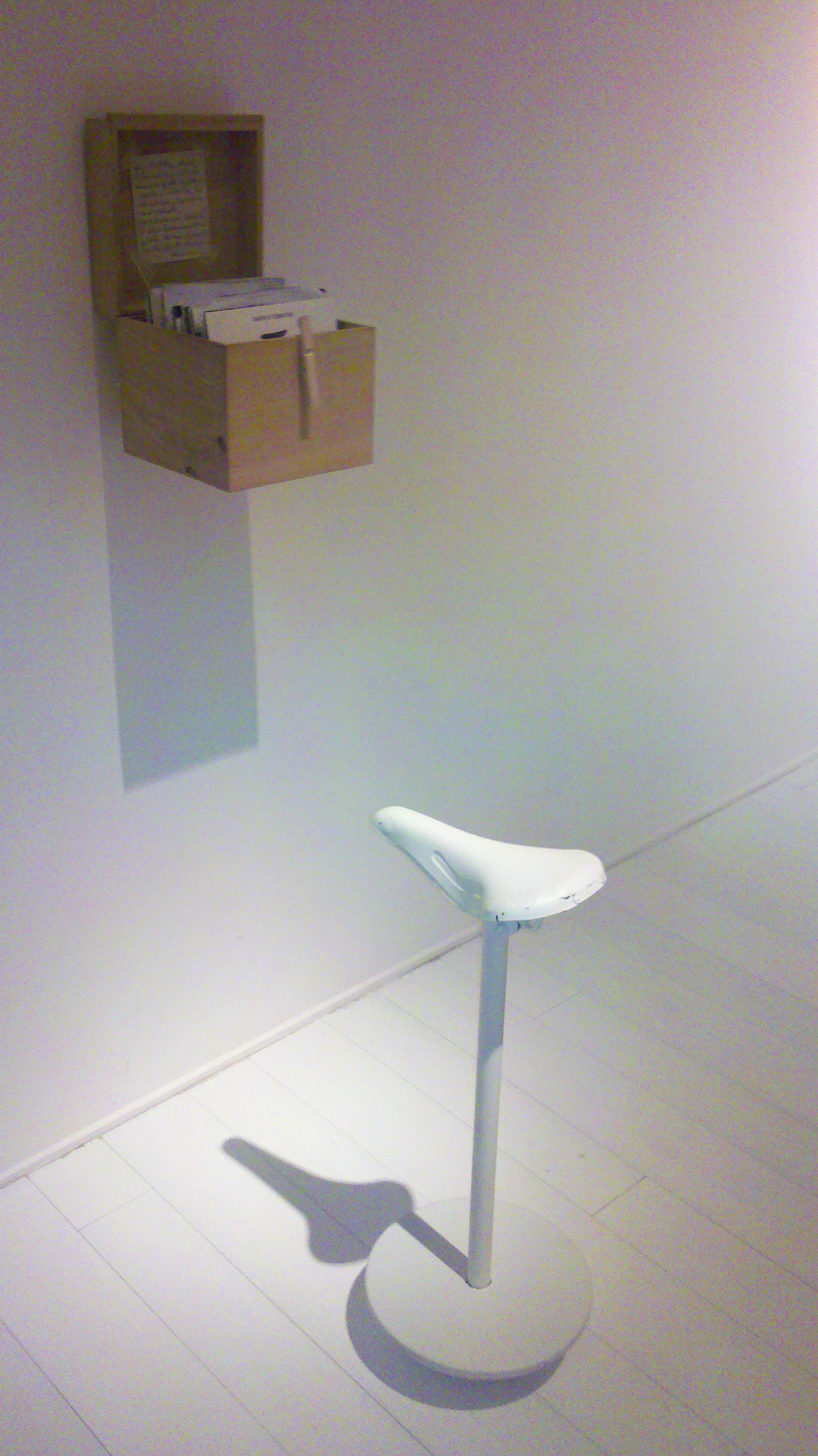
Le siège Sella exposé à Milan en 2013.
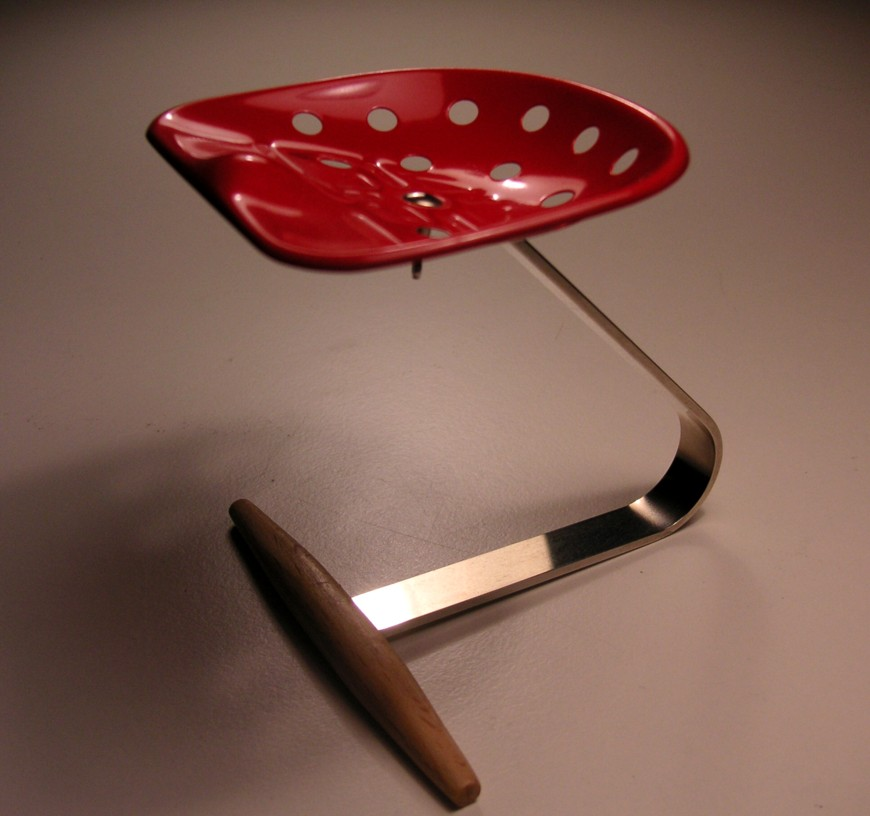
Le tabouret Mezzadro de 1957.
Siège-selle Salli Systems à deux parties.

## Caractéristique
Les caractéristiques des sièges-selle varient selon le fabricant. La position assise "du cavalier" vise à maintenir la colonne vertébrale dans une bonne position naturelle sans avoir besoin d'un dossier. Il existe des sièges-selle à une partie et à deux parties avec des fonctions variées. Dans un siège-selle à deux parties, la fente centrale permet que l'assise ne cause pas de pression sur la région des organes génitaux. Les sièges-selle sont utilisés par exemple par dentistes, médecins, soignants, physiothérapeutes, professeurs, coiffeurs, employés de bureau, employés dans les industries et constructeurs.

## Ergonomie
Dans une position assise traditionnelle avec un angle de 90 degrés entre les cuisses et le tronc, une charge mécanique considérable s'exerce sur la région pelvienne. Déjà au début des années 1960, un chirurgien orthopédique allemand Hannes Schobert a réalisé des radiographies chez des personnes en position assise et indiqué que l'abduction maximale de la hanche d'un individu peut atteindre 60 degrés. D'après Schobert, l'angle de 90 degrés entre le dos et les cuisses se forme seulement en position assise dans laquelle le bassin s'incline vers l'arrière. Sur un siège avec dossier, la station assise redresse la courbe naturelle (cyphose) du bas du dos en générant des tensions musculaires,.
Sur un siège-selle, le poids du corps se répartit sur les ischions au lieu de tissus mous, et garantit une cambrure naturelle du bas du dos, qui réduit la charge exercée sur la colonne vertébrale. L’angle ouvert entre le buste et les cuisses soulage la pression exercée sur la colonne vertébrale. Selon une étude canado-écossaise réalisée en 2006 sur les tensions exercées sur la colonne vertébrale dans les différentes positions assises, l’angle formé entre le ventre et les cuisses de 135 degrés est la position assise optimale où le dos connaît le moins de tension. D'après Cameron et Monroe (2007) la position assise idéale se trouve sur un siège-selle.

## Pression de la position assise sur un siège-selle

Répartition de la pression exercée par différents types de sièges sur le bassin. 1) un siège de bureau habituel, 2) un siège-selle à une partie, 3) un siège-selle à deux parties. Les pressions mésurées avec un tapis capteur de pression Tekscan.

Le poids d'une personne assise se répartit sur le siège en fonction du type de siège. Sur une chaise de bureau traditionnelle ou sur un siège-selle à une partie, la pression appliquée par l'assise se distribue sur une large zone au niveau des cuisses, des fesses et des parties génitales ce qui peut provoquer des effets nocifs pour la santé, comme la circulation sanguine et lymphatique perturbée, l'engourdissement des tissus mous, des perturbations du métabolisme de la région du bassin, des dysfonctionnements du système nerveux et de l'impuissance sexuelle chez les hommes. Sur un siège-selle divisé en deux parties, la pression de l'assise est exercée sur les ischions au lieu de tissus mous. De cette manière, le siège-selle à fente centrale contribue à une circulation sanguine et lymphatique plus libre et à la prise d'oxygène et de nutriments augmentée dans tout le corps ce qui réduit la tension musculaire et le sentiment de fatigue.